# Cala Caldes
Cala en Caldes és una platja de la costa nord-est del municipi de Maó (Menorca). És una platja verge i el seu accés és exclusivament marítim o per a vianants. Fa aproximadament 100 metres de llargada i 50 d'amplada.